# Nicholas Sparks
Nicholas Charles Sparks (sinh ngày 31 tháng 12 năm 1965) là nhà văn dòng sách lãng mạn, biên kịch và nhà sản xuất phim người Mỹ. Ông đã xuất bản 23 tiểu thuyết, đều thuộc danh sách bán chạy của New York Times, được dịch ra hơn 50 thứ tiếng với 105 triệu bản bán ra trên toàn cầu. Nicholas Sparks sống tại North Carolina, Mỹ, và nhiều tác phẩm của ông cũng lấy bối cảnh tại đây.

## Tác phẩm

### Tiểu thuyết
- The Notebook (Nhật ký, 1996)
- Message in a Bottle (Lá thư trong chai, 1998)
- A Walk to Remember (Đoạn đường để nhớ, 1999)
- The Rescue (2000)
- A Bend in the Road (2001)
- Nights in Rodanthe (Những đêm ở Rodanthe, 2002)
- The Guardian (2003)
- The Wedding (2003)
- True Believer (2005)
- At First Sight (2005)
- Dear John (John yêu dấu, 2006)
- The Choice (2007)
- The Lucky One (Kẻ may mắn, 2008)
- The Last Song (Bản tình ca cuối cùng, 2009)
- Safe Haven (Thiên đường bình yên, 2010)
- The Best of Me (Dành hết cho em, 2011)
- The Longest Ride (Đường đời bất tận, 2013)
- See Me (Kẻ giấu mặt, 2015)
- Two by Two (2016)
- Every Breath (2018)
- The Return (2020)
- The Wish (2021)
- Dreamland (2022)[1]

### Phi hư cấu
- Wokini: A Lakota Journey to Happiness and Self-Understanding (1990)[3]
- Three Weeks With My Brother (2004)[1]

## Chuyển thể

### Phim
Các phim chuyển thể từ tiểu thuyết của Sparks mà ông cũng đóng vai trò nhà sản xuất:
- Safe Haven (2013)
- The Best of Me (2014)
- The Longest Ride (2015)
- The Choice (2016)
- The Notebook (bản truyền hình, 2021)

Các phim khác chuyển thể từ tiểu thuyết của Sparks:
- Message in a Bottle (1999)
- A Walk to Remember (2002)
- The Notebook (bản điện ảnh, 2004)
- Dear John (2006)
- Nights in Rodanthe (2008)
- The Last Song (2009)
- The Lucky One (2012)

### Khác
The Notebook cũng được chuyển thể thành nhạc kịch Broadway, nhạc và lời do Ingrid Michaelson viết. Vở nhạc kịch dự kiến được công diễn vào mùa xuân năm 2024.